# 源泰洋行旧址
源泰洋行旧址，因短暂作为那克伐申住宅使用，又称那克伐申公馆，为一座汉口俄租界中的住宅兼洋行建筑，位于中华人民共和国湖北省武汉市江岸区黎黄陂路7号鄱阳街口。现建筑为湖北省文物保护单位。

## 历史
该建筑建于1901年—1902年，起初作为俄国商人那克伐申的住宅使用。由于那克伐申也是源泰洋行的经理，源泰洋行的办公场所也一道设于此建筑物中。此后那克伐申一度任为汉口俄租界工部局董事长，因此该建筑也短暂作为俄租界的巡捕房使用。1924年苏联将汉口俄租界交还中国，巡捕房遂撤销。

## 建筑保护
该建筑为一栋2层砖木结构建筑，整体立面采用不对称的设计风格，入口为一座双层拱券结构的大门，其上又具有巴洛克风格的牌画，在靠洞庭街一侧设有一座塔楼。整体在不对称的设计中有着巧妙的统一，在俄国建筑的基调当中又有文艺复兴风格，具有同时期俄国本土近代思潮下的折衷主义风格。
1993年7月28日，建筑以“俄国巡捕房”的名义被武汉市人民政府列为第一批武汉市优秀历史建筑。2011年3月21日，建筑以“汉口俄租界巡捕房旧址”的名义被武汉市人民政府列为第五批武汉市文物保护单位。2021年12月9日建筑以“源泰洋行旧址”的名义被湖北省人民政府列为第八批湖北省文物保护单位。
建筑作为文物的保护范围：源泰洋行旧址本体及周围一定范围。以旧址外墙为基准，东南、东北各向外延伸10米，西南向外延伸至黎黄陂路北侧规划道路红线，西北向外延伸至洞庭街规划道路中线。
建筑作为文物的建设控制地带：以保护范围为基准，东南、东北各向外延伸30米，西南向外延伸7.5米至黎黄陂路规划道路中线，西北与保护范围边界重合。